# Жак Худек
Жак Худек (нар. 14 квітня 1981, Велика Гориця, СФРЮ) — хорватський співак.

## Дискографія
- «Čarolija», 2004
- «Kad si sretan», 2005
- «Živim za to», 2006
- «Live in Gavella», 2007
- «Za posebne trenutke», 2007
- «Live in SAX!», 2008
- «Idemo u zoološki vrt», 2008
- «Crno i bijelo», 2008
- «Najveći božićni hitovi», 2009

1. ↑  https://story.hr/Celebrity/a128140/Jeste-li-znali-kako-se-zapravo-zove-Zoran-Sprajc.html